# Selenophorus schaefferi
Selenophorus schaefferi är en skalbaggsart som beskrevs av Csiki. Selenophorus schaefferi ingår i släktet Selenophorus och familjen jordlöpare. Inga underarter finns listade i Catalogue of Life.